# ۱۹۴۸

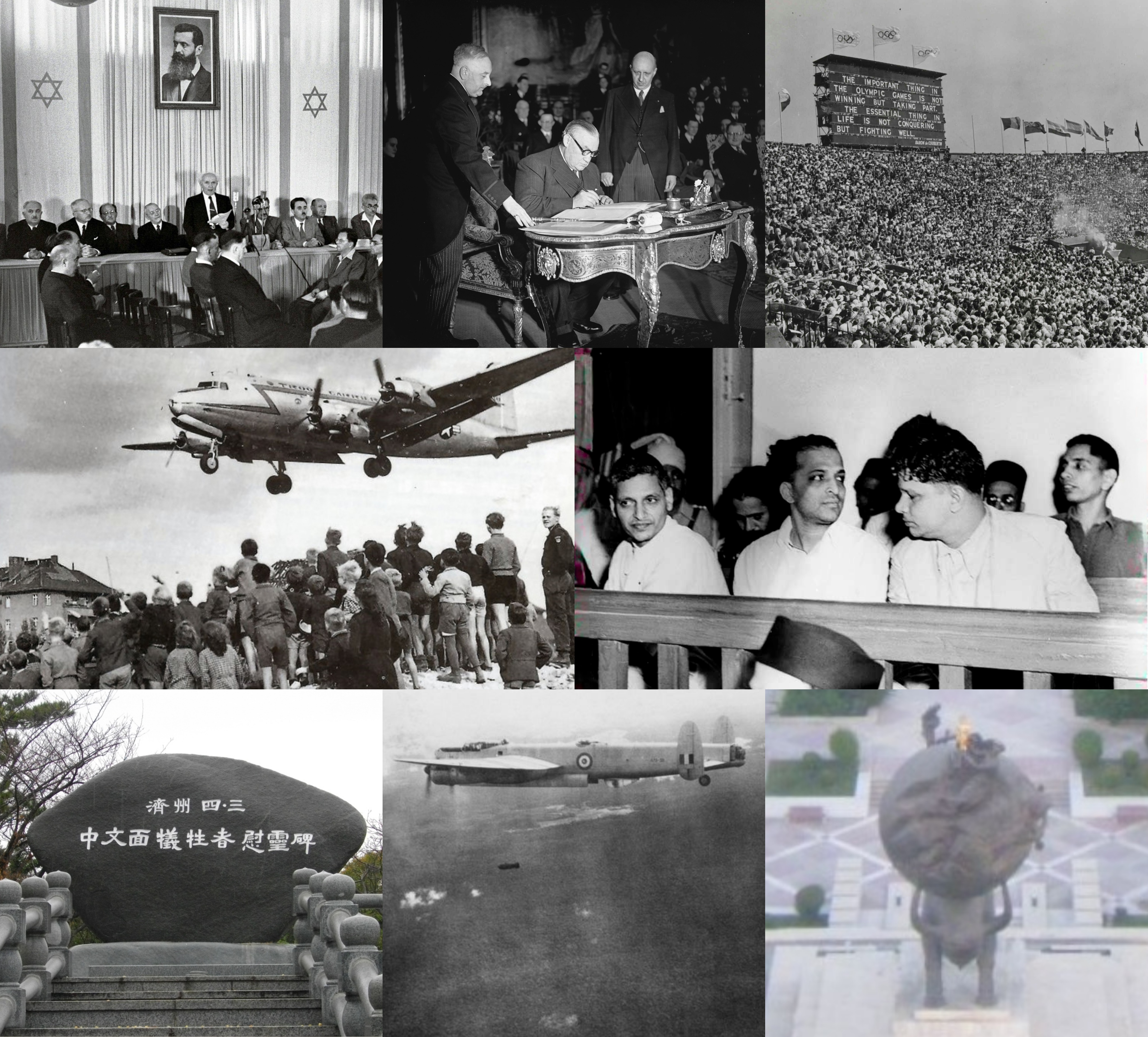

۱۹۴۸ (هزار و نهصد و چهل و هشت) میلادی یکی از سالهای دهه ۱۹۴۰ در سده ۲۰ میلادی بود. بر اساس گاه‌شماری میلادی این سال یک سال کبیسه بود.

## رویدادها
- ۴ فوریه - اعلان استقلال سری‌لانکا از بریتانیا
- ۳۰ آوریل - از خودروی لندرور در نمایشگاه خودرو آمستردام رونمایی شد.[نیازمند منبع]
- ۱۴ مه - اعلام استقلال اسرائیل. پس از اشغال فلسطین و اخراج هزاران فلسطینی[نیازمند منبع]
- ۱۰ دسامبر - تصویب اعلامیه جهانی حقوق بشر.
- ۲۹ اکتبر -کشتار دوایمه، که در آن ۴۵۵ فلسطینی غیرنظامی روستای دوایمه به دست نیروهای اسرائیلی کشته شدند.

## زادروزها
- ۱۵ ژانویه – رانی ون زنت، ترانه‌سرا، موسیقی‌دان، و خواننده آمریکایی (د. ۱۹۷۷)
- ۱۶ ژانویه – آنتس لانئوتس، نظامی اهل استونی
- ۱۷ ژانویه – داوید اودسون، سیاست‌مدار و دیپلمات آیسلندی
- ۲۲ ژانویه – فرانس فرهاخن، دوچرخه‌سوار اهل بلژیک
- ۱ فوریه – ریک جیمز، خواننده-ترانه‌سرا، تهیه‌کننده موسیقی، گیتاریست، ترانه‌سرا، آهنگساز، و خواننده آمریکایی (د. ۲۰۰۴)
- ۱۰ فوریه – جان مگنیر، سیاست‌مدار ایرلندی
- ۱۲ فوریه – ری کرزویل، مخترع و دانشمند علوم کامپیوتر آمریکایی
- ۲۸ فوریه – استیون چو، فیزیک‌دان و سیاست‌مدار آمریکایی
- ۹ مارس – جفری آزبرن، خواننده-ترانه‌سرا، موسیقی‌دان، و خواننده آمریکایی
- ۱۲ مارس – جیمز تیلر، خواننده-ترانه‌سرا، موسیقی‌دان، نویسنده، خواننده، و گیتاریست آمریکایی
- ۱۷ مارس – ویلیام گیبسون، نویسنده آمریکایی
- ۲۶ مارس – استیون تایلر، خواننده آمریکایی
- ۱۷ آوریل – یان همر، پیانیست و آهنگساز اهل جمهوری چک
- ۲۵ مه – کلاوس ماین، خواننده و آهنگساز آلمانی
- ۳۱ مه – جان بونام، درامر بریتانیایی (د. ۱۹۸۰)
- ۲۷ ژوئیه – پگی فلمینگ، ورزشکار آمریکایی
- ۱ اوت – جیم کرول، خواننده و شاعر آمریکایی (د. ۲۰۰۹)
- ۳ اوت – ژان پیر رافارن، سیاست‌مدار فرانسوی
- ۹ اکتبر – جکسون براون، خواننده-ترانه‌سرا، موسیقی‌دان، گیتاریست، خواننده، و ترانه‌سرا آمریکایی
- ۱۸ اکتبر – هانس کوچلر، فیلسوف اتریشی
- ۱۹ اکتبر – پاتریک سیمونز، موسیقی‌دان و خواننده آمریکایی
- ۴ نوامبر – آمادو تومانی توره، سیاست‌مدار آمریکایی
- ۶ نوامبر – گلن فری، گیتاریست، خواننده، و پیانیست آمریکایی
- ۹ نوامبر – فیلیپه اسکولاری، بازیکن فوتبال برزیلی
- ۲۱ نوامبر – میشل سلیمان، سیاست‌مدار لبنانی
- ۲۸ نوامبر – آگنیشکا هولاند، فیلمنامه‌نویس و کارگردان لهستانی
- ۱۴ دسامبر – سلدا باعجان، خواننده و موسیقی‌دان اهل ترکیه
- ۲۰ آگوست- جان نوبل،بازیگر و کارگردان استرالیایی

## درگذشت‌ها
- ۳۰ ژانویه - مهاتما گاندی، رهبر معنوی و سیاسی هند
- ۱۷ آوریل – کانتارو سوزوکی، سیاست‌مدار و دیپلمات ژاپنی (ز. ۱۸۶۸)
- ۱۳ ژوئن – اوسامو دازای، نویسنده ژاپنی (ز. ۱۹۰۹)
- ۲۱ ژوئیه – آرشیل گورکی، هنرمند و نقاش اهل ارمنستان (ز. ۱۹۰۴)
- ۱۶ اوت – بیب روث، بازیکن بیسبال آمریکایی (ز. ۱۸۹۵)
- ۵ سپتامبر – ریچارد سی تولمان، فیزیک‌دان آمریکایی (ز. ۱۸۸۱)
- ۱۷ سپتامبر – فولکه برنادوت، سیاست‌مدار و دیپلمات سوئدی (ز. ۱۸۹۵)
- ۱۸ اکتبر – والتر فن براوخیچ، فیلدمارشال آلمانی (ز. ۱۸۸۱)